# Championnats panaméricains de cyclisme de 1981
Navigation
Championnats panaméricains 1980 Championnats panaméricains 1982
Les Championnats panaméricains de cyclisme sont les championnats continentaux de cyclisme sur route et sur piste pour les pays membres de la Confédération panaméricaine de cyclisme.
Lors de la réunion préparatoire aux IVe championnats panaméricains de cyclisme, le siège des Ve championnats est attribué à la Colombie. Ceux-ci se déroulent à l'été 1981.
Les compétitions sur piste ont pour théâtre le vélodrome Martín Emilio Cochise Rodríguez de Medellín.

## Podiums

### Cyclisme sur route
| Épreuves                     | Or                                                                             | Argent            | Bronze                                                                         |
| ---------------------------- | ------------------------------------------------------------------------------ | ----------------- | ------------------------------------------------------------------------------ |
| Contre-la-montre par équipes | Chili Manuel Aravena (en) Sergio Aliste Eduardo Cuevas (en) Fernando Vera (es) | Venezuela         | Colombie Fabio Parra Rogelio Arango (en) Antonio Londoño Julio Alberto Rubiano |
| Course en ligne              | Manuel Aravena (en)                                                            | Olinto Silva (es) | Sergio Aliste                                                                  |

### Cyclisme sur piste
| Épreuves               | Or                                                                                | Argent                                                                       | Bronze                                                                  |
| ---------------------- | --------------------------------------------------------------------------------- | ---------------------------------------------------------------------------- | ----------------------------------------------------------------------- |
| Kilomètre              | Marcelo Alexandre                                                                 | Antonio Urquijo (en)                                                         | Hans Fischer (en)                                                       |
| Vitesse                | Marcelo Alexandre                                                                 | Antonio Urquijo (en)                                                         | Jairo Meneses                                                           |
| Poursuite individuelle | Antônio Silvestre (pt)                                                            | Fernando Vera (es)                                                           | Pedro Caíno (es)                                                        |
| Poursuite par équipes  | Argentine Pedro Caíno (es) Eduardo Trillini Gustavo Kucich Juan Carlos Haedo (en) | Colombie José Dario Hernández Efraín Domínguez Corley Uribe Humberto Velasco | Mexique Carlos Hernández Manuel Youshimatz José Luis Rico Octavio López |
| Course aux points      | Sergio Aliste                                                                     | Antônio Silvestre (pt)                                                       | José Luis Rico                                                          |

## Classement final
Le Chili est déclaré vainqueur des Ve championnats panaméricains, conformément au nombre de médailles et au total de points obtenus.
| Rang | Nation    | Or | Argent | Bronze | Total | Points |
| ---- | --------- | -- | ------ | ------ | ----- | ------ |
| 1.   | Chili     | 3  | 3      | 1      | 7     | 25     |
| 2.   | Argentine | 3  | 0      | 1      | 4     | 16     |
| 3.   | Brésil    | 1  | 1      | 1      | 3     | 9      |
| 4.   | Venezuela | 0  | 2      | 0      | 2     | 6      |
| 5.   | Colombie  | 0  | 1      | 2      | 3     | 5      |
| 6.   | Mexique   | 0  | 0      | 2      | 2     | 2      |